# Ferdynand Medyceusz
Ferdynand Medyceusz (ur. 9 sierpnia 1663, zm. 31 października 1713) – najstarszy syn wielkiego księcia Toskanii Kosmy III Medyceusza i jego żony Małgorzaty Ludwiki Orleańskiej. Ferdynand był dziedzicem Wielkiego Księstwa Toskanii w latach 1670–1713. Obecnie znany głównie ze swojego artystycznego patronatu, który był kontynuacją medycejskiej tradycji wspierania ludzi sztuki.

## Życiorys
Ferdynand urodził się we florenckiej siedzibie rodu Medyceuszy Palazzo Pitti jako syn następcy wielkoksiążęcego tronu Kosmy i jego żony Małgorzaty Ludwiki Orleańskiej, wnuczki regentki Francji Marii Medycejckiej. Kiedy rodzice Ferdynanda ostatecznie się rozstali w 1675 roku, jego matka (która gardziła jego ojcem odrobinę mniej niż Florentczycy) wróciła do Paryża, gdzie wstąpiła do klasztoru żeńskiego w Montmartre. Ferdynand był niepodporządkowującym się bigoteryjnemu ojcu młodzieńcem, którym, jak zresztą cała elita wielkiego księstwa, gardził. Opiekę nad chłopcem i jego wychowanie wzięła na siebie jego babka Wiktoria della Rovere.
Ferdynand wiele cech odziedziczył po swojej awanturniczej matce – był przystojny, dobrze jeździł konno i miał niewątpliwy talent muzyczny – wielokrotnie śpiewał przygrywając sobie na klawesynie, niekiedy z powodzeniem komponując muzykę dworską. Jego nauczycielami byli Gianmaria Paliardi z Genui i Piero Salvetti, którzy sami byli kompozytorami.
Poza muzyką Ferdynand wkrótce zaczął wikłać się w dworskie spiski i intrygi, na co niechętnie patrzył jego władczy ojciec. Medyceusz był homoseksualistą i wiadomo, że szczególnie upodobał sobie kastratów – najsłynniejszy związek połączył go z weneckim śpiewakiem operowym Cecchino, który wywierał na niego ogromny wpływ i słynnym z urody muzykiem Petrillo. Wuj Ferdynanda Franciszek Maria Medyceusz, starszy od niego o zaledwie trzy lata wywierał znaczny wpływ na jego życie.
W 1689 roku poślubił Jolantę Beatryczę Bawarską, bezbarwną córkę bawarskiego elektora Ferdynanda Marii i jego żony Henrietty Adelajdy Sabaudzkiej. Mimo że księżna również lubiła muzykę i kochała męża, jej uczucia nigdy nie zostały odwzajemnione, a ich małżeństwo było nieszczęśliwe i pozostało nieskonsumowane.
W 1696 roku Ferdynand wyjechał do Wenecji, gdzie zakochał się w znanej śpiewaczce zwanej La Bambagia. Właśnie podczas obchodów weneckiego karnawału książę zaraził się syfilisem od jednego ze swoich kochanków.
Od 1710 roku zdrowie Medyceusza zaczęło się pogarszać i wkrótce jego twarz pokryły wrzody będące jednym z objawów syfilisu.
Ferdynand zmarł w 1713 roku, nie pozostawiając po sobie żadnego potomstwa. Kosma III panował do 1723 roku i jego następcą został młodszy brat Ferdynanda, Jan Gaston, który również był bezdzietny. Wskutek wymarcia męskiej linii rodu Medyceuszy, Wielkie księstwo Toskanii po śmierci Jana Gastona, decyzją europejskich potęg przeszło w ręce Franciszka Stefana Lotaryńskiego, męża cesarzowej Marii Tersy, co położyło kres niezależności Wielkiego Księstwa Toskanii.